# Ambrosio del Congo
Ambrosio del Congo (1600-1631) fue el rey del Congo desde el 26 de junio de 1626 hasta el 1 de marzo de 1631. Había sido nombrado heredero del trono por su padre Álvaro III, pero cuando su padre murió a los 27 años, Ambrosio era muy joven para gobernar. El Consejo Real del Congo eligió a Pedro II. A la muerte de este, le sucedió Garcia I. Este fue depuesto por D. Manuel Jordão, duque de Sundi. Este duque colocaría a Ambosio en el poder. Su reinado se caracterizó por problemas con la nobleza, en especial, el Conde de Soyo. También tuvo problemas con el duque de Sundi, al que mando a trabajos forzosos, donde murió. Murió asesinado, le sucedió su hermano Álvaro IV.

## Biografía
Ambrosio de Coulo nació aproximadamente en 1600, siendo hijo de Álvaro III. Cuando aún era muy joven, su padre murió. Tras la muerte prematura de su padre, D. Ambrosio y su hermano D. Álvaro se vieron impedidos de acceder al trono por su minoría de edad. Con ello el trono pasó a su primo lejano D. Pedro, duque de Sundi quien asumió como rey D. Pedro II iniciando la Casa de Quincanga.
Pedro II murió en 1624, le sucedió su hijo García I. Garcia I fue depuesto en 1626 por D. Manuel Jordão, duque de Sundi. D. Manuel instaló a Ambrosio como nuevo rey, restableciéndose así la Casa de Coulo.
Durante su reinado se enfrentó a la oposición del Conde de Soyo, D. Paulo, nombrado como tal por su antecesor, además de otros nobles que conspiraron contra él. Ambrosio se deshizo de muchos de ellos, entre ellos su antiguo aliado y responsable de su ascensión al trono, D. Manuel Jordão, a quien también despojó de su título de duque de Sundi. Además, lo exilio a una isla del río Congo donde murió trabajando como esclavo hasta muerte.
Ambrosio fue asesinado el 1 de marzo de 1631, dejando el trono a su hermano menor Álvaro IV.